# Хутыз, Ким Кансаович
Ким Кансаович Хутыз (1935—2010) — российский учёный, видный общественный деятель Адыгеи, деятель науки, ректор Адыгейского государственного университета (АГУ) (с 1985—1996 год). Профессор, доктор исторических наук (1994).

## Биография
Родился в ауле Ленинахабль Теучежского района Адыгейской автономной области в семье служащих. Начал трудовую деятельность с секретаря комсомольской организации семилетней школы на хуторе Городской. Окончил Адыгейский педагогический институт. С 1960 года работал первым секретарем Майкопского горкома, а с 1963 г. — первым секретарем Адыгейского обкома ВЛКСМ.
C 1967—1973 гг. — первый заместитель председателя исполкома Майкопского городского совета депутатов трудящихся.
C 1973—1984 гг. работал председателем комитета по телевидению и радиовещанию. В этот период начались регулярные передачи республиканского телевизионноговещания, было построено новое современное здание телерадиокомитета, оснащенное новейшей аппаратурой.
В 1984 г. был назначен директором Адыгейского научно-исследовательского института экономики, языка, литературы и истории.
1985—1996 гг. — ректор Адыгейского государственного педагогического института, при его активном участии преобразованного в университет.
Много внимания он уделял укреплению материальной базы вуза: были построены учебный корпус факультета физической культуры, общежитие, читальный зал, столовая, 104-квартирый дом для сотрудников университета.
Благодаря его усилиям на базе единого физико-математического факультета создаются два самостоятельных — математический и физический; создается факультет дополнительных педагогических профессий, адыгейское отделение преобразуется в факультет национальной школы, организуется кафедра информатики и вычислительной техники, появляются новые спортивные кафедры — по легкой атлетике и спортивной борьбе.
В качестве председателя совета ректоров вузов юга россии он принимал активное участие в работе вузов северного кавказа. Являлся членом редакционного совета журнала «научная мысль кавказа», издаваемого северо-кавказским научным центром высшей школы.
В 1973 году. в Нальчике защитил диссертацию на соискание ученой степени кандидата исторических наук.
В 1994 г. в Москве защитил докторскую диссертацию. Был профессором кафедры отечественной истории, членом-
корреспондентом Академии педагогических и социальных наук России, членом-корреспондентом Южно-российского отделения Международной академии наук высшей школы, заслуженным деятелем науки Республики Адыгея, почетным работником высшего профессионального образования Российской Федерации.
С 1996 г. являлся членом диссертационного совета по историческим наукам при АГУ, а с 2008 г. его председателем.
Им было опубликовано свыше 50 научных и научно-методических публикаций, в том числе 5 монографий.
Под его научным руководством было подготовлено и защищено 7 кандидатских диссертаций, посвященных актуальным
проблемам революций, гражданской войны и национальному строительству на Юге России.
Им был создан оригинальный труд, посвященный такому многоплановому, исторически значимому явлению, как охота у адыгов. Опубликовал два тома своего исследования, вобравшего в себя не только многочисленные исторические, археологические, этнографические свидетельства, но и обширные знания по зоологии и охотоведению. Он создал
по-научному точную и в то же время проникнутую романтикой картину жизни Адыгов, органично связанную с природой и животным миром родных Кавказских гор.
Был общественно-активным человеком, в течение 30 лет избирался депутатом городского и областного совета народных депутатов, являлся активным членом Адыгейской республиканской организации общества «Знание».
С 2002 по 2006 гг. возглавлял комиссию по помилованию при Президенте Республики Адыгея.
Умер в 2010 году в Майкопе. Похоронен на Майкопском кладбище.

## Семья
- Был женат, воспитал детей

## Основные научные труды
1. Хутыз К. К. Вопросы интернационального воспитания студентов. — Майкоп: Адыг. госпединститут, 1989 — 64 с.
2. Хутыз К. К. Адыгея в хронике событий с древнейших времен до 1917 Ании. — Майкоп: Адыг. кн. изд., 1990—189 с.
3. Хутыз К. К. Адыгея в многонациональной семье народов северного кавказа: опыт, уроки (1917—1940 гг.). — Майкоп: Адыг. кн. изд., 1991—248 с.
4. Хутыз К. К. Опыт и уроки в решении национального вопроса в условиях тоталитаризма и совершенствования межнациональных отношений в современный период (на материалах адыгских народов северного кавказа). — Майкоп: Адыг. кн. изд., 1996—268 с.
5. Хутыз К. К. Охота у Адыгов: в 2-х кн. кн. 1 охота у адыгов: (эколого-этнографический аспект). — Майкоп: ГУРИПП «Адыгея», 2001—236 с.; Охота у Адыгов: дикий животный мир. кн. 2 — Майкоп: ГУРИПП «Адыгея», 2004—336 с.
6. Хутыз К. К. Природоохранительные традиции адыгов // диалоги с прошлым. исторический журнал / отв. ред. Э. А. Шеуджен. — Майкоп: изд-во Агу, 2002 — № 2 — с. 32-34.
7. Хутыз К. К. Охота на Западном Кавказе (с палеолита до настоящего времени): учеб. пособие. — Майкоп: изд-во Агу, 2007—356 с.

## Награды и звания
- Орден «Знак Почёта»
- Медаль «В ознаменование 100-летия со дня рождения Владимира Ильича Ленина» (6 апреля 1970)
- Почётный работник высшего профессионального образования Российской Федерации
- Заслуженный деятель науки Республики Адыгея
- Заслуженный деятель науки Кубани
- Заслуженный деятель науки Кабардино-Балкарской Республики
- Медаль «Слава Адыгеи»
- Медаль «За выдающийся вклад в развитие Кубани»
- Почётный доктор Абхазского государственного университета
- Действительный член Адыгской (Черкесской) международной академии наук,
- Почётная грамота Законодательного собрания Краснодарского края.

## Память

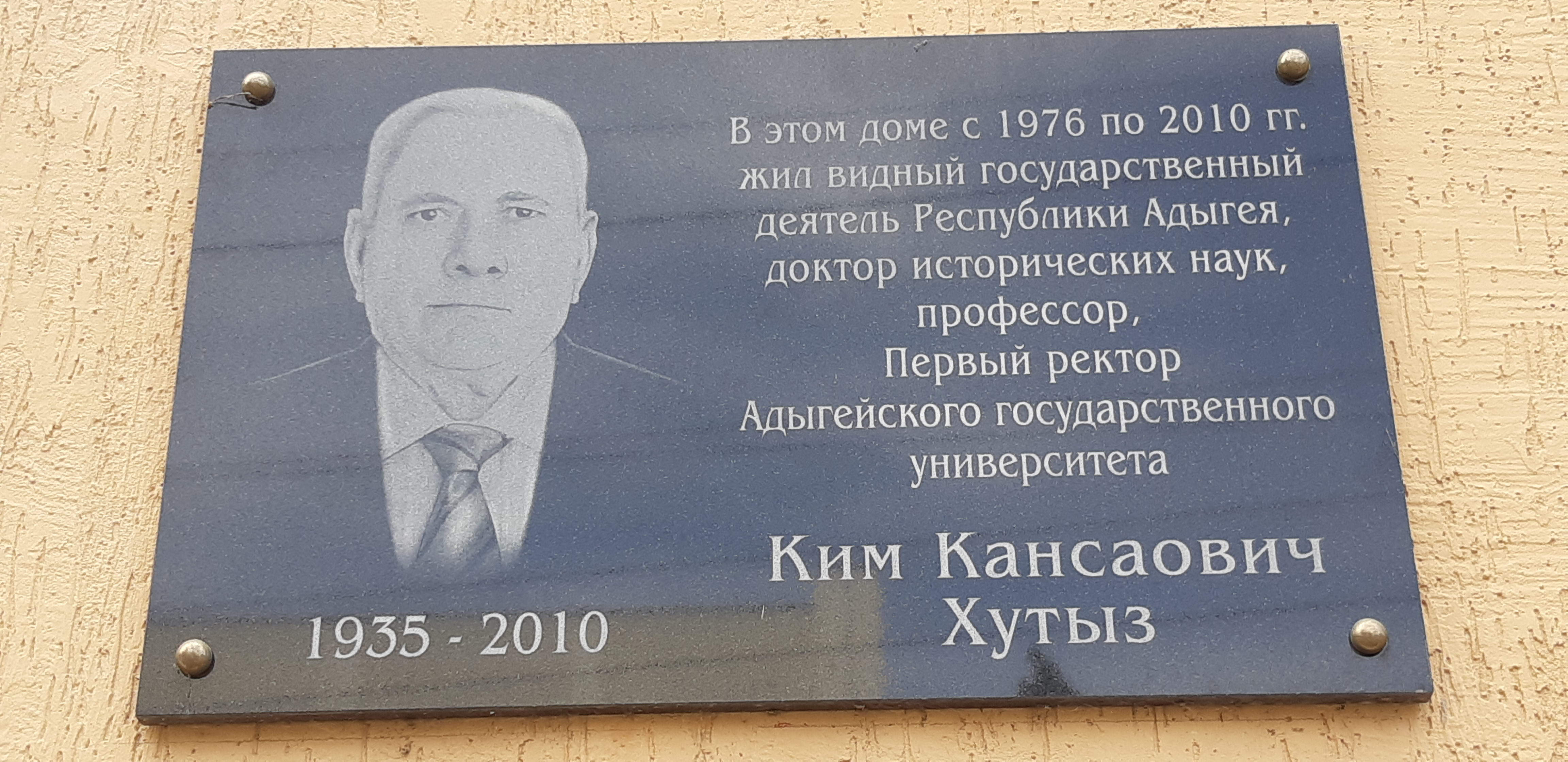
Мемориальная доска Хутызу К. К.. Майкоп 2023.

- 3 декабря 2021 года в Майкопе была установлена Мемориальная доска на фасаде дома по адресу ул. Жуковского, 20, где жил ректор[3].
- Имя Кима Кансаовича Хутыза вошло в двухтомную энциклопедию «Лучшие люди России» (раздел «Родины славные сыны»).